# Conseil pour la République catalane
 (octobre 2018).
Si vous disposez d'ouvrages ou d'articles de référence ou si vous connaissez des sites web de qualité traitant du thème abordé ici, merci de compléter l'article en donnant les références utiles à sa vérifiabilité et en les liant à la section « Notes et références ».
Le Conseil pour la République catalane (en catalan : Consell per la República Catalana) est une organisation dirigée par l'ancien président catalan Carles Puigdemont, qui cherche à organiser et à promouvoir le mouvement indépendantiste catalan après l'échec de la déclaration d'indépendance de la Catalogne en 2017. Il promeut également la défense des droits civils et politiques. Le conseil est composé du président et de sept membres.

## Historique
- 2015 :
  - Élections au Parlement de Catalogne
  - Gouvernement Puigdemont (indépendantistes)

- 2017 :
  - Référendum de 2017 sur l'indépendance de la Catalogne
  - Déclaration d'indépendance de la Catalogne
  - Élections au Parlement de Catalogne
  - Gouvernement Torra (indépendantistes)

## Organes

### La présidence
Ses fonctions sont :
- Présider le conseil et nommer ses membres.
- Assurer la représentation externe du conseil.
- Internationaliser la protection des droits civils et politiques en Catalogne.
- Promouvoir les politiques, stratégies et consensus nécessaires pour mettre en place la République.
- Communiquer efficacement avec les institutions politiques, économiques, sociales et civiques de la Catalogne.

### Le conseil
Ses fonctions sont :
- Conseiller la présidence.
- Promouvoir des actions pour avancer vers l'instauration de laa République.
- Promouvoir les discussions entre les électeurs et fournir les outils nécessaires à son développement.
- Rendre compte de son activité tous les deux ans à l'Assemblée.
- Autres fonctions mandatées par l'Assemblée. La présidence nommera les membres en fonction de la composition de l'Assemblée.

### L'Assemblée des représentants
C'est un espace de représentation politique et sociale engagé dans la voie de la République catalane. Il est convoqué par la présidence du Conseil au moins deux fois par an. 
Ses fonctions sont:
- Promouvoir les actions nécessaires à la création de la République catalane.
- Promouvoir l'internationalisation de la cause de l'indépendance et la protection des droits fondamentaux de la Catalogne.
- Encourager le débat sur le nouveau modèle de pays et développer la méthodologie du processus constitutif.
- Choisir la présidence du Conseil.
- Suivre l'activité du Conseil et de la présidence, en faire la promotion et établir ses formules de transparence et de contrôle.